# ベリー・タウンFC
ベリー・タウン・フットボールクラブ（Bury Town Football Club）はイングランド・サフォーク州ベリー・セント・エドマンズを本拠地とするサッカークラブである。1872年創設。2021-2022シーズンはイスミアンリーグ・ノース・ディヴィジョン（8部相当）に所属。

## タイトル

### 国内タイトル
- エセックス・カウンティーズリーグ・プレミアディヴィジョン:1回

1963-1964
- エセックス・カウンティーズリーグカップ:2回

1961-1962,1963-1964
- メトロポリタンリーグ:1回

1965-1966
- メトロポリタン・リーグカップ:1回

1967-1968
- サフォーク・プレミアカップ:9回

1958-1959,1959-1960,1960-1961,1961-1962,1963-1964
1965-1966,1970-1971,1977-1978,1995-1996
- サフォーク・シニアカップ:5回

1936-1937,1937-1938,1938-1939,1944-1945,1984-1985

### 国際タイトル
- なし

## 歴代所属選手
- ニック・ポープ 2008-2011